# باشگاه فوتبال سیونی بولنیسی
باشگاه فوتبال سیونی بولنیسی (انگلیسی: FC Sioni Bolnisi) یک باشگاه فوتبال گرجستانی است که در بولنیسی پایه‌گذاری شده است.